# کتسکیل بی (نیویورک)
کتسکیل بی (به انگلیسی: Kattskill Bay) یک منطقهٔ مسکونی در ایالات متحده آمریکا است که در نیویورک واقع شده‌است.